# Чотири дуби пірамідальної форми
Чоти́ри дуби́ піраміда́льної фо́рми — ботанічна пам'ятка природи місцевого значення в Україні. Розташована в межах міста Самбір Львівської області, в центральній частині міста. 
Площа 0,15 га. Статус надано 1984 року. Перебуває у віданні міського комбінату комунальних підприємств. 
Статус надано з метою збереження групи вікових дерев — чотирьох дубів пірамідальної форми.